# Prova prova sa sa
Prova prova sa sa è un game show italiano distribuito da Prime Video dal 2022 e condotto da Frank Matano, basato sul format americano Whose Line Is It Anyway?, ideato da Dan Patterson e Mark Leveson.
Le puntate della prima edizione sono state pubblicate su Prime Video il 2 novembre 2022.

## Edizioni
| Edizioni | Pubblicazione   | Distributore | Episodi  | Episodi | Conduttore   | Performer |
| Edizioni | Pubblicazione   | Distributore | Standard | Extra   | Conduttore   | Performer |
| -------- | --------------- | ------------ | -------- | ------- | ------------ | --- |
| 1        | 2 novembre 2022 | Prime Video  | 4        | —       | Frank Matano | Aurora Leone, Maria Di Biase, Maccio Capatonda, Edoardo Ferrario                                                                                         |
| 2        | 26 ottobre 2023 | Prime Video  | 4        | 1       | Frank Matano | Aurora Leone, Maria Di Biase, Maccio Capatonda, Edoardo Ferrario, Francesco Mandelli, Lucia Ocone, Francesco Pannofino, Marta Filippi, Francesco Arienzo |

In ogni puntata i performer partecipano a delle prove consistenti in scene indicate dal conduttore, ricevendo punti senza alcuna logica, solo per il gusto dell'intrattenimento.

### Prove introdotte nella prima edizione
- Scene da un cappello: i concorrenti devono improvvisare in base a delle scene pescate da bigliettini in un cappello, suggerite dal conduttore o dal pubblico.
- Freak advisor: due concorrenti interpretano una coppia a cena in un ristorante non sapendo che è a tema. Gli altri due concorrenti interpretano dei camerieri o persone che passano di lì.
- Occhio alle mani: i concorrenti improvvisano una scena, ma uno di loro non potrà usare le braccia. Sarà un altro concorrente ad usare le proprie braccia al suo posto.
- Effetti sonori: due concorrenti inventano delle scene e dei volontari del pubblico eseguono gli effetti sonori.
- Alzati, siediti, sdraiati: tre concorrenti improvvisano una scena in cui c'è sempre una persona in piedi, una seduta e una sdraiata. Quando un concorrente cambia posizione durante la scena, anche gli altri devono cambiarla mantenendo la regola.
- Canta canta sa sa: i concorrenti cantano in rima improvvisando su un tema.
- Gli imbucati: un concorrente simula una festa a casa sua mentre gli altri sono gli invitati. L'organizzatore non sa chi siano gli invitati e le loro caratteristiche. Gli invitati danno degli indizi con la loro improvvisazione per far capire cosa fanno all'organizzatore.
- Cambio registro: durante una scena improvvisata, di quando in quando il conduttore preme un buzz che li obbliga a cambiare registro stilistico.
- Manichini: due concorrenti devono improvvisare soltanto parlando, mossi da due muovitori, volontari tra il pubblico.
- Conferenza stampa: tre concorrenti si improvvisano giornalisti convocati dal quarto concorrente per un importante annuncio. Il quarto concorrente non sa né chi sta interpretando e né cosa debba annunciare e deve indovinare la sua identità in base alle domande dei giornalisti.
- Canzone a tre teste: tre concorrenti improvvisano una canzone utilizzando una sola parola a testa in base ad un tema di vita reale. Al gioco partecipa anche una persona dal pubblico che ha risposto al tema.
- L'anima gemella: un concorrente interpreta un single che deve scegliere un pretendente tra gli altri, con una strana caratteristica o identità. I pretendenti danno degli indizi per far capire cosa fanno al concorrente single.
- Poche parole: i concorrenti improvvisano una scena data dal conduttore utilizzando solo un numero di parole precise.
- Talk show: un concorrente interpreta un conduttore di talk show mentre gli altri due sono concorrenti ospiti, e il quarto è uno spettatore tra il pubblico.
- ...E con questo che ci faccio?: i concorrenti, divisi in coppie, hanno un oggetto diverso che usano per improvvisare più scene possibili.
- Quante domande: due concorrenti possono parlare solo ponendo domande esclusivamente su un tema scelto dal conduttore. Chi sbaglia cede il turno al concorrente successivo.

### Prove introdotte nella seconda edizione
- La sorpresa sa sa: un'enorme scatola nasconde un ospite misterioso, collegato ad un concorrente, e svelato solo a fine puntata. Con tale ospite il concorrente prescelto dovrà improvvisare una scena.
- Avanti e indietro: il conduttore può mandare mandare in avanti o indietro nel tempo per secondi, minuti, ore o anni una scena.
- L'espertone: due concorrenti interpretano l'intervistatore e l'intervistato, esperto di un argomento preciso. Gli altri due concorrenti possono intervenire con domande.
- La televendita: due concorrenti proveranno a vendere degli oggetti particolari mai visti da loro in precedenza.
- Cambia: due concorrenti improvvisano una scena su un tema. Ogni volta che viene premuto il buzz, la battuta di uno dei concorrenti deve cambiare.
- Lettera a quattro mani: due concorrenti scrivono una lettera di lamentele alternando una parola a testa. Il destinatario della lettera viene scelto dal conduttore.
- Funerale: un concorrente interpreta una persona passata a miglior vita a causa del suo hobby; un altro interpreta il celebrante; mentre gli altri due concorrenti intrepretano persone che conoscevano il defunto. Il conduttore, con l'aiuto del pubblico, sceglie il nome e l'hobby del morto.

## Puntate
| Edizione | Puntata | Concorrenti                                                          | Ospiti                                                    | Ospiti de La sorpresa sa sa                       | Prove degli ospiti        |
| -------- | ------- | -------------------------------------------------------------------- | --------------------------------------------------------- | ------------------------------------------------- | ------------------------- |
| 1        | 1       | Aurora Leone, Maria Di Biase, Maccio Capatonda, Edoardo Ferrario     | Francesco Mandelli                                        |                                                   | Alzati, siediti, sdraiati |
| 1        | 2       | Aurora Leone, Maria Di Biase, Maccio Capatonda, Edoardo Ferrario     | I Soldi Spicci                                            | Freak advisor                                     |                           |
| 1        | 3       | Aurora Leone, Maria Di Biase, Maccio Capatonda, Edoardo Ferrario     | Valeria Angione                                           | Poche parole                                      |                           |
| 1        | 4       | Aurora Leone, Maria Di Biase, Maccio Capatonda, Edoardo Ferrario     | Corrado Nuzzo                                             | Conferenza stampa                                 |                           |
| 2        | 1       | Lucia Ocone, Marta Filippi, Maccio Capatonda, Edoardo Ferrario       |                                                           | Cinzia Bancone compagnia di viaggi di Lucia Ocone | La televendita            |
| 2        | 2       | Edoardo Ferrario, Aurora Leone, Francesco Mandelli, Lucia Ocone      | Mauro Catenacci ex professore di Edoardo Ferrario         | Quante domande                                    |                           |
| 2        | 3       | Maccio Capatonda, Francesco Pannofino, Maria Di Biase, Marta Filippi | Alessandro Resseguier maestro di golf di Maccio Capatonda | Lettera a quattro mani                            |                           |
| 2        | 4       | Maria Di Biase, Francesco Mandelli, Aurora Leone, Francesco Arienzo  | Aurora Della Marca nonna di Aurora Leone                  | L'anima gemella                                   |                           |